# 31556 Shatner
31556 Shatner eller 1999 EP5 är en asteroid i huvudbältet som upptäcktes den 13 mars 1999 av den amerikanske astronomen Roy A. Tucker vid Goodricke-Pigott-observatoriet. Den är uppkallad efter den kanadensiske skådespelaren William Shatner, som kanske är bäst känd för sin roll som James T. Kirk i den amerikanska science fiction serien Star Trek: The Original Series.